# Marie Andeßner
Marie Andeßner (* 1833 in Eberschwang; † 1906 in Gries bei Bozen; andere Schreibweisen: Maria Andeßner, Marie Andessner) war eine österreichische Weltreisende. Sie unternahm Ende des 19. und Anfang des 20. Jahrhunderts ausgedehnte Reisen durch Europa, Afrika, Amerika und Asien. Verschiedene Tageszeitungen nahmen Notiz von Andeßners Reisen:
„(Reise nach Indien.) Unsere Landsmännin, Fräulein Marie Andeßner, reiste am 1. November von hier nach Triest ab, um sich auf dem schönen Lloyddampfer 'Imperatore' nach Bombay einzuschiffen. Wir wünschen der unerschrockenen Dame, welche in ihrem Wissensdurst bereits Europa, sowie den nördlichen Theil von Afrika durchwandert hat, und nun Vorderindien durchqueren will, alles Glück zu ihrer großen Reise.“ (Neue Warte am Inn, 9. November 1895, S. 5)
Anlässlich ihres Todes erschien folgende kurze Würdigung:
„Frl. Andessner, welche in Salzburg domizilierte, unternahm weite Reisen, und besuchte alle fünf Weltteile und zwar meistens allein und ohne jede Begleitung.“ (Salzburger Volksblatt, 2. März 1906, S. 3)
Das gendup – Zentrum für Gender Studies und Frauenförderung der Universität Salzburg hat ein Preis- und Stipendienprogramm nach Marie Andeßner benannt.
Die österreichische Künstlerin Irene Andessner ist eine Nachfahrin von Marie Andeßner und hat eine Arbeit über sie angefertigt.

## Reisen
- 1893: Europa und Nordafrika
- 1895 bis April 1896: Britisch Indien, Birma, Ceylon
- 15. Mai bis 22. September 1897: Vereinigte Staaten von Amerika, Kanada
- 17. Mai 1899 bis 9. März 1900: Vereinigte Staaten von Amerika, Kanada, Japan, China, Britische Kronkolonie Singapur, Java
- 13. Juni 1903: Brasilien[5][6]